# Vicken von Post-Börjeson
Hedvig Erika (Vicken) von Post-Börjeson, född 12 mars 1886 i Kleva, Alseda socken, död 21 juni 1950 i Princeton, New Jersey, USA, var en svensk skulptör och illustratör, från 1921 verksam i USA.

## Biografi
Vicken von Post-Börjeson var dotter till bergsingenjören Hans von Post och hans hustru Anna Beda Matilda Norström, syster till konstnären Eva von Post och moster till konstnären Kaj Piehl. Hon var gift 1909–1920 med skulptören Börje Börjeson, 1921–1939 med arkitekten George Oakley Totten Jr och från 1939 med professorn i teologi Georges A. Barrois. I andra äktenskapet fick hon två barn, George 1922 och Gilbert 1924.
von Post-Börjeson studerade vid Konstakademin i Stockholm 1904–1908 och därefter för skulptör Gerhard Henning i Köpenhamn; hon studerade även skulptering i Paris. Hon öppnade en egen ateljé i Stockholm och sommaren 1915 anställdes hon på Rörstrands Porslinsfabrik där hon fick tillgång till en egen studio. Där skulpterade hon figuriner, ofta efter nakenmodeller, som sedan göts i formar, fogades samman, retuscherades och torkades. Det blev ett 30-tal polykroma porslinsfigurer under perioden vid Rörstrand. Flera av figurerna göts även i brons 1917–1920 vid Stenders forlag i Köpenhamn. Hon öppnade en egen skulpturskola i Stockholm 1920. 
Sponsrad av fru Wallenberg reste hon till Washington i USA för att medverka i en utställning på Womans Chamber of Commerce i Washington. Vid utställningen köpte Metropolitan museum ett av hennes verk. Hon etablerade sig som konstnär i USA och startade en skulpturskola i Washington DC.  
Hon debuterade i utställningssammanhang på Nordiska Kompaniet i Stockholm 1915. Därefter har hon ställt ut i den svenska konstutställningen på Charlottenborg i Köpenhamn 1916, Liljevalchs Septemberutställning 1919 Womans Chamber of Commerce i Washington 1921, Symbol of Flight i Washington 1927, The Corcoran Gallery of Art i Washington, Brooklyn Museum, Architectural League i New York, Greater Washington Independent Expo och American Federation of Arts Traveling Exhibition.
Bland hennes offentliga arbeten märks en staty av Jenny Lind i Battery Park i New York, en staty av jungfru Maria i Washington samt dekorationer i flera offentliga byggnader.
Hennes konst består främst av stilleben och polykroma porslinsföremål samt illustrationer. von Post-Börjesson illustrerade 1904–1907 ett tiotal barnböcker, bland annat originalutgåvan av Laura Fitinghoffs Barnen ifrån Frostmofjället och gav ut den egna boken Pannkakan, Text och teckningar 1905, Snöflingornas saga 1907.
von Post-Börjeson är representerad vid Metropolitan museum i New York, Kunst Industri Museet i Köpenhamn, Nationalmuseum i Stockholm, Rörstrands museum i Lidköping, Corcoran Gallery of Art i Washington D.C., Newark Post Office, Metropolitan Church of Immaculate Conception i Washington DC, American Swedish Historical Museum i Philadelphia.
Hennes skulpturer och figuriner signerades V v Post B-n eller V v Post.